# トーマス・ムーア (植物学者)
トーマス・ムーア（Thomas Moore、1821年5月21日 - 1887年1月1日）は、イギリスの園芸家、植物学者である。

## 生涯
サリー州のギルフォードに生まれた。1848年から1887年の間、薬剤師会の庭園の学芸員を務めた。この庭園は1875年にチェルシー薬草園（Chelsea Physic Garden）と改名される。ムーアの在任期間中、イギリスに"pteridomania"とよばれるシダの鑑賞の大流行が起こり、ムーアはシダの栽培種を倍増させた。1855年に『イギリスとアイルランドのシダ』（"The Ferns of Great Britain and Ireland"）を出版しビクトリア時代に人気を博した。

## 『イギリスとアイルランドのシダ』の図版

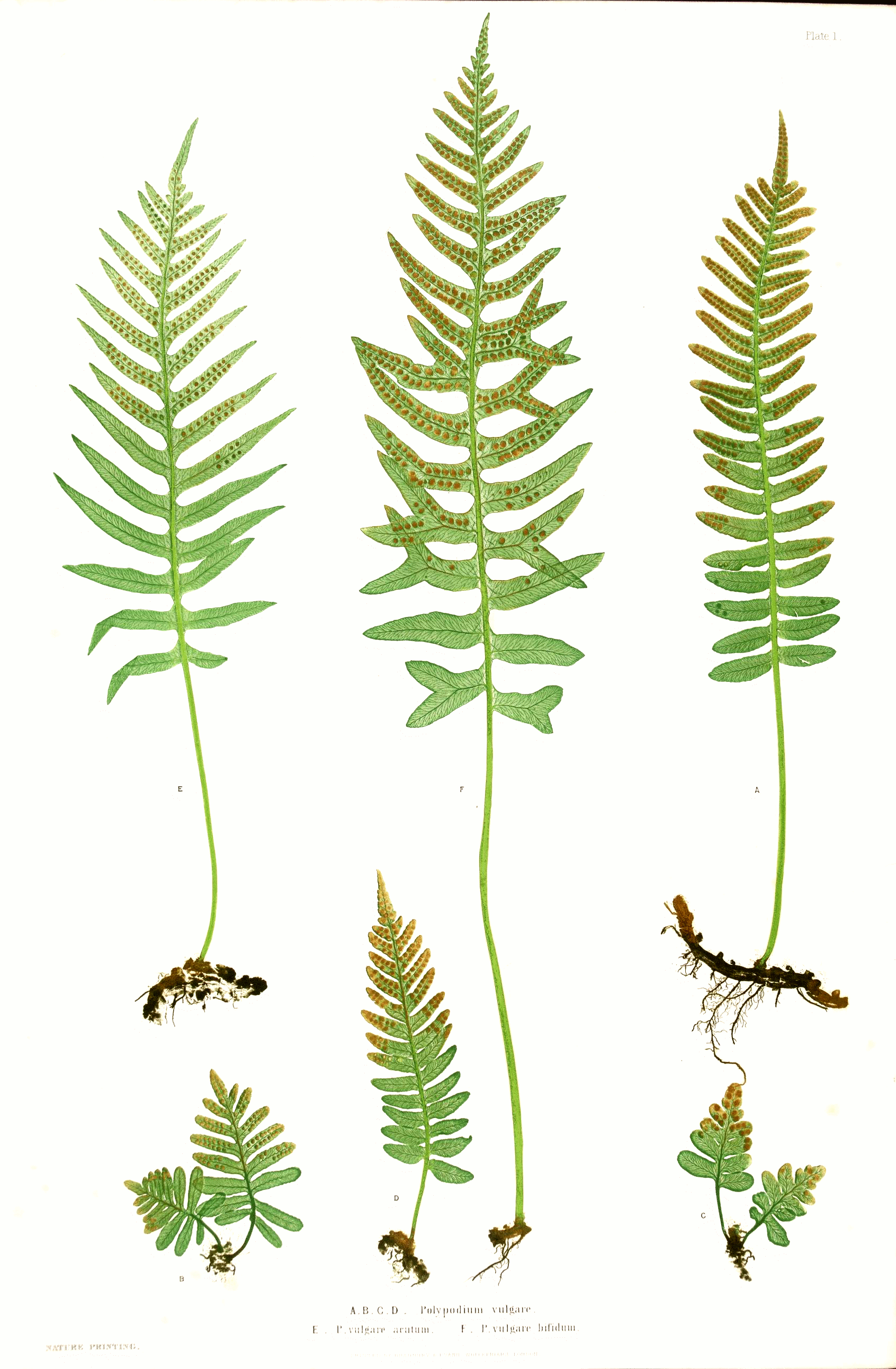
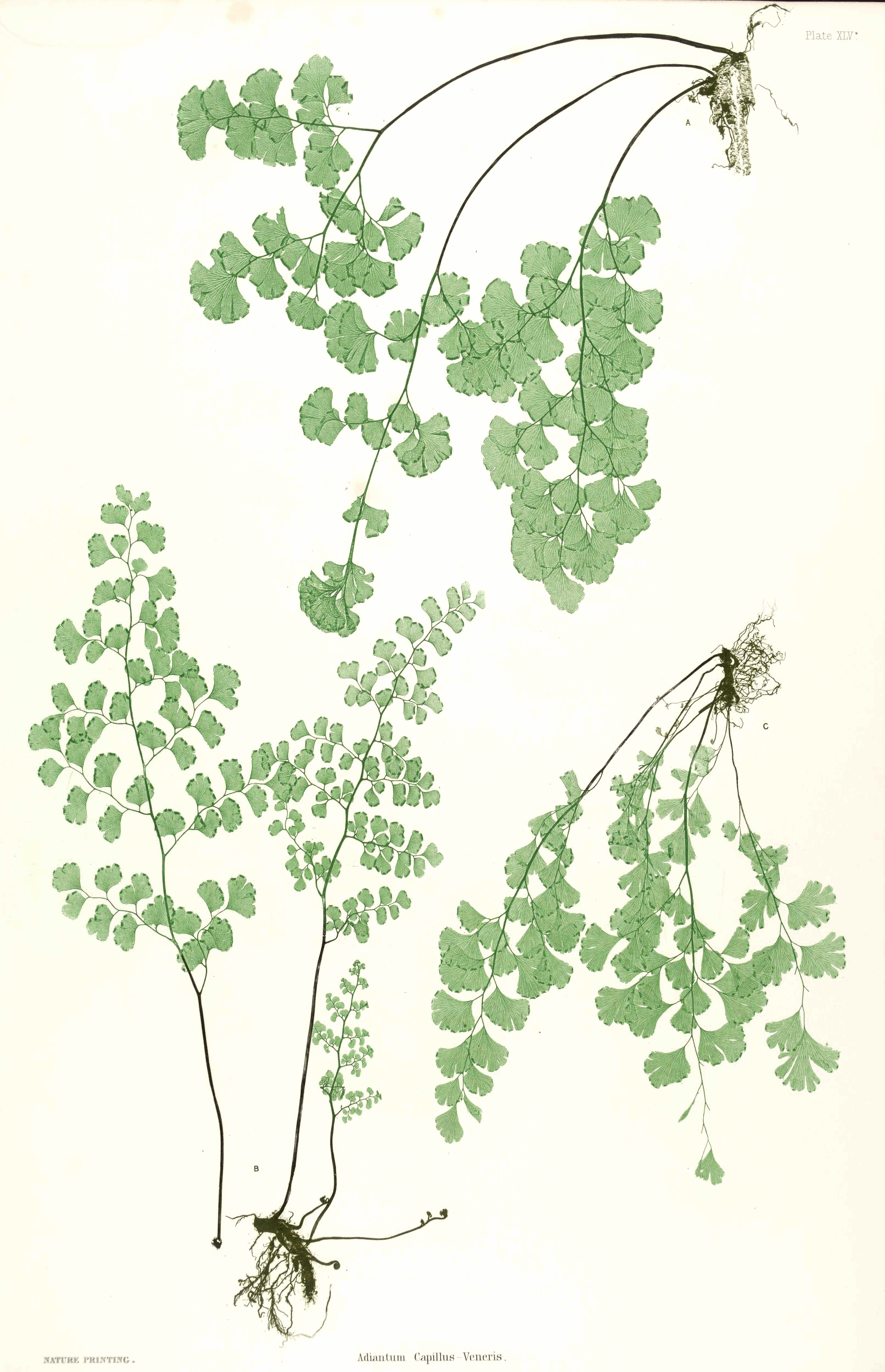
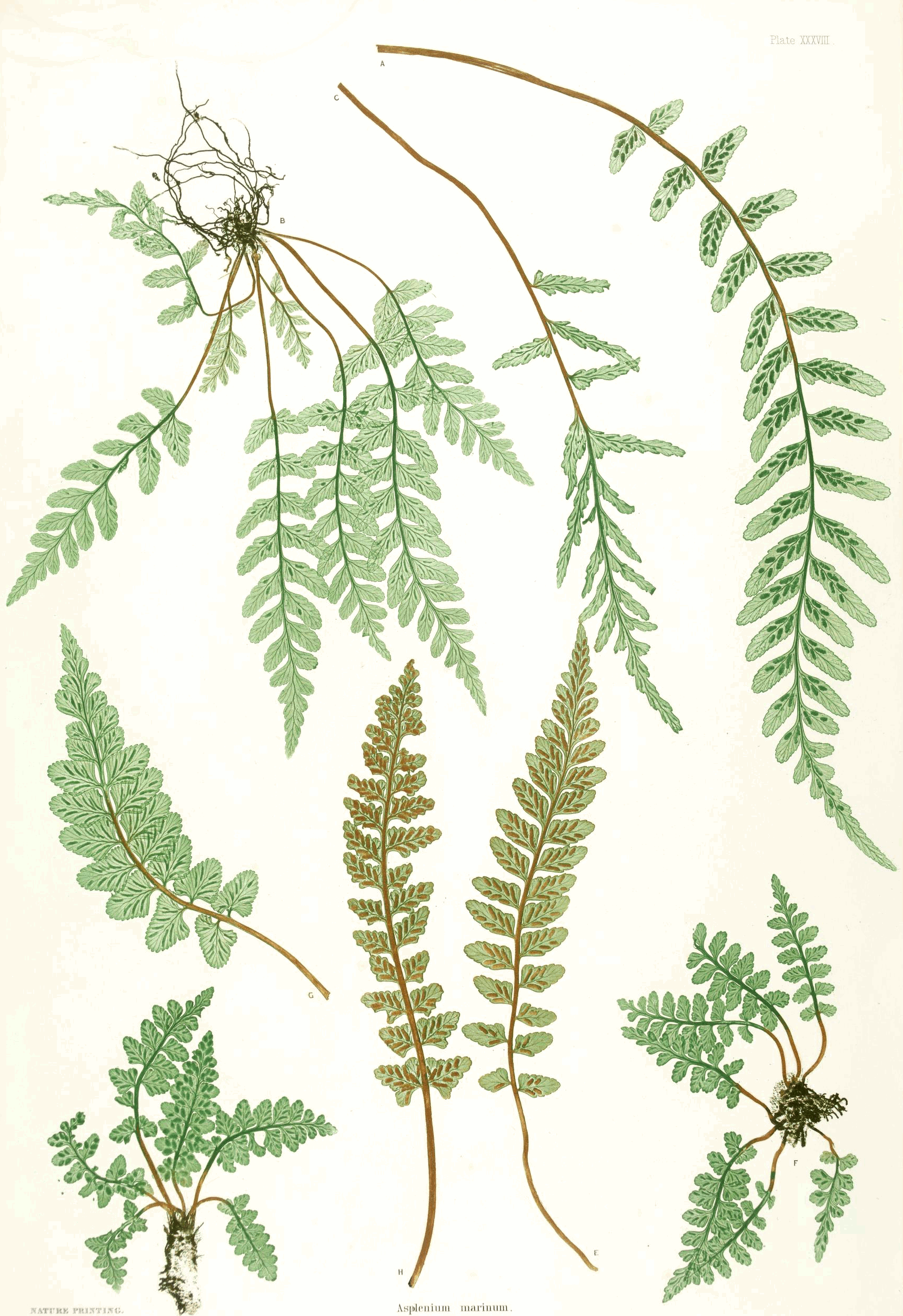
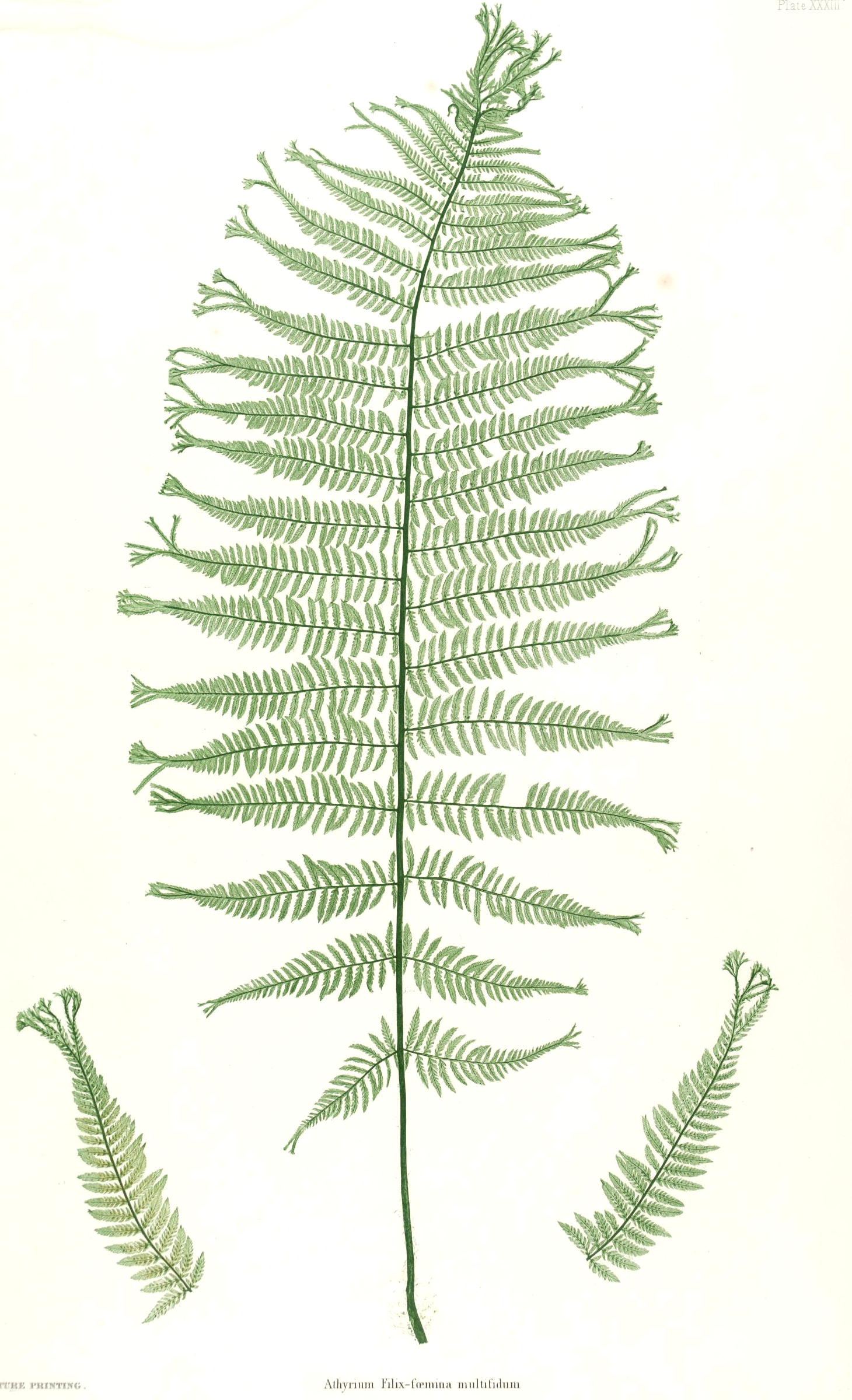

## 著書
- A popular History of the British Ferns …, 1851 (2. 1855, 3. 1859, 再刊1862).
- The Ferns of Great Britain and Ireland, 1855–1856 (2. 1857, 3. 1869).
- Index Filicum …, 1857–1862.
- The octavo natureprinted British Ferns, 1859–1860.
- A treasure of botany … A popular dictionary, 1866 ジョン・リンドリーと共著;再刊 1870, 1874, 1876, 1884, 1899).